# Björn Granath

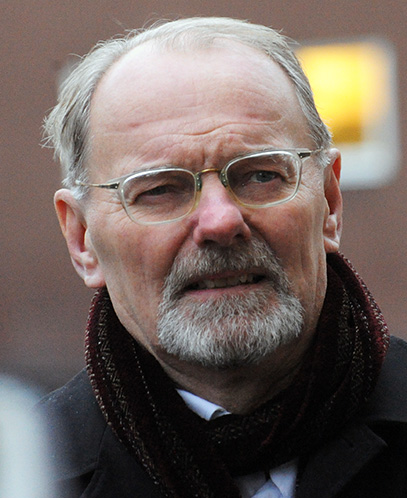
Björn Granath (2014)

Björn Gösta Tryggve Granath (* 5. April 1946 in Örgryte, jetzt Göteborg; † 5. Februar 2017 in Stockholm) war ein schwedischer Schauspieler.

## Leben und Wirken
Granath wurde in Örgryte, in der Gemeinde Göteborg, Schweden geboren. Er wirkte in einer Vielzahl von Filmproduktionen als Darsteller mit, sowohl im Genre Drama als auch in Komödien. Zwischen 1987 und 2007 war er als Schauspieler und Regisseur am Königlichen Dramatischen Theater in Stockholm tätig. 2003 wurde er mit dem O’Neill-Stipendium ausgezeichnet. Am 5. Februar 2017 starb Granath nach kurzer Krankheit 70-jährig in der schwedischen Hauptstadt Stockholm.

## Filmografie (Auswahl)
- 1979: Madita (Madicken) (Fernsehserie)
- 1979: Madita (Du är inte klok, Madicken)
- 1985: Sällskapsresan 2 – Snowroller
- 1987: Pelle, der Eroberer (Pelle Erobreren)
- 1991: Der Ochse (Oxen)
- 1991: Den goda viljan (Fernsehmehrteiler)
- 1992: Die besten Absichten (Den goda viljan)
- 1997: Das Auge des Adlers (Ørnens øje)
- 1997: Pelle Svanslös (Fernsehserie)
- 2000: Die Treulosen (Trolöse)
- 2001: So weiß wie im Schnee (Så vit som en snö)
- 2003: Evil
- 2005: Im Zeichen des Mörders (Den utvalde)
- 2009: Verblendung
- 2010: Sound of Noise
- 2010: The American
- 2014: Kill Billy (Her er Harold)
- 2015: Wie auf Erden (Så ock på jorden)
- 2017: Borg/McEnroe
- 2017: Kingsman: The Golden Circle